# I miei numeri
I Miei Numeri è la seconda raccolta ufficiale di Renato Zero, pubblicata nel 2000.

## Il disco
La raccolta contiene alcuni brani di successo degli anni 90, provenienti quindi dagli album L'imperfetto (1994), Sulle tracce dell'imperfetto (1995), Amore dopo amore (1998) e Amore dopo amore, tour dopo tour (1999). L'album contiene inoltre il brano inedito Il mercante di stelle, B-Sides del brano L'impossibile vivere, singolo dell'album Amore dopo amore, in precedenza incluso solamente nel formato LP di quest'ultimo.

## Tracce
1. Il mercante di stelle - (F. Palmieri) - 3:44
2. Cercami  - (RenatoZero/Podio-RenatoZero) - 5:42
3. Amando Amando  - (RenatoZero/Podio-RenatoZero) - 6:37
4. L'impossibile vivere - (RenatoZero-Incenzo/Maurizio Fabrizio-Claudio Guidetti) - 4:04
5. Dimmi chi dorme accanto a me - (RenatoZero/Danilo Riccardi-RenatoZero) - 6:17
6. Il coraggio delle idee - (RenatoZero/Maurizio Fabrizio-Claudio Guidetti) - 5:06
7. Nei giardini che nessuno sa - (RenatoZero/Danilo Riccardi-RenatoZero) - 5:55
8. Felici e perdenti - (RenatoZero/Danilo Riccardi-RenatoZero) - 4:46
9. Si sta facendo notte - (RenatoZero/Maurizio Fabrizio-Claudio Guidetti) - 5:48
10. La pace sia con te - (Morra/M.Fabrizio) - 6:32
11. Figaro  - (RenatoZero/Senesi-RenatoZero) - 7:53
12. I migliori anni della nostra vita - (Morra/M.Fabrizio) - 4:29

## Classifiche

### Classifiche settimanali
| Classifica (2000) | Posizione massima |
| ----------------- | ----------------- |
| Italia            | 4                 |